# Lijst van voetbalinterlands Angola - Burkina Faso
Deze lijst van voetbalinterlands is een overzicht van alle officiële voetbalwedstrijden tussen de nationale teams van Angola en Burkina Faso. De Afrikaanse landen speelden tot op heden negen keer tegen elkaar. De eerste ontmoeting was een kwalificatiewedstrijd voor de Afrika Cup 2002 op 13 januari 2001 in Ouagadougou. Het laatste duel, een groepswedstrijd tijdens de Afrika Cup 2023, werd gespeeld in Yamoussoukro (Ivoorkust) op 23 januari 2024.

## Wedstrijden
| № | Plaats       | Datum             | Competitie                           | Wedstrijd             | Uitslag |
| - | ------------ | ----------------- | ------------------------------------ | --------------------- | ------- |
| 1 | Ouagadougou  | 13 januari 2001   | Afrika Cup 2002 kwalificatie         | Burkina Faso − Angola | 1 − 0   |
| 2 | Luanda       | 25 maart 2001     | Afrika Cup 2002 kwalificatie         | Angola − Burkina Faso | 2 − 0   |
| 3 | Malabo       | 22 januari 2012   | Afrika Cup 2012                      | Burkina Faso − Angola | 1 − 2   |
| 4 | Luanda       | 10 september 2014 | Afrika Cup 2015 kwalificatie         | Angola − Burkina Faso | 0 − 3   |
| 5 | Ouagadougou  | 19 november 2014  | Afrika Cup 2015 kwalificatie         | Burkina Faso − Angola | 1 − 1   |
| 6 | Ouagadougou  | 10 juni 2017      | Afrika Cup 2019 kwalificatie         | Burkina Faso − Angola | 3 − 1   |
| 7 | Agadir       | 16 januari 2017   | African Championship of Nations 2018 | Angola − Burkina Faso | 0 − 0   |
| 8 | Luanda       | 18 november 2018  | Afrika Cup 2019 kwalificatie         | Angola − Burkina Faso | 2 − 1   |
| 9 | Yamoussoukro | 23 januari 2024   | Afrika Cup 2023                      | Angola − Burkina Faso | 2 − 0   |

## Samenvatting
| Competitie                      | Totaal gespeeld | Winst Angola | Gelijk | Winst Burkina Faso | Doelsaldo Angola – Burkina Faso |
| ------------------------------- | --------------- | ------------ | ------ | ------------------ | ------------------------------- |
| Afrika Cup                      | 2               | 2            | 0      | 0                  | 4 − 1                           |
| Afrika Cup-kwalificatie         | 6               | 2            | 1      | 3                  | 6 − 9                           |
| African Championship of Nations | 1               | 0            | 1      | 0                  | 0 − 0                           |
| Totaal                          | 9               | 4            | 2      | 3                  | 10 − 10                         |

Wedstrijden bepaald door strafschoppen worden, in lijn met de FIFA, als een gelijkspel gerekend.
FAF · A-internationals · Bondscoaches · Statistieken · Angolees vrouwenelftal · Olympisch elftal · Angola U21 · Angola U20 · Angola U19 · Angola U18 · Angola U17
1980 – 1989 · 
1990 – 1999 · 
2000 – 2009 · 
2010 – 2019 ·
2020 − 2029
WK 2006
1977 · 
1978 · 1979 · 
1980 · 
1981 · 
1982 · 
1983 · 
1984 · 
1985 · 
1986 · 
1987 · 
1988 · 
1989 · 
1990 · 
1991 · 
1992 · 
1993 · 
1994 · 
1995 · 
1996 · 
1997 · 
1998 · 
1999 · 
2000 · 
2001 · 
2002 · 
2003 · 
2004 · 
2005 · 
2006 · 
2007 · 
2008 · 
2009 · 
2010 · 
2011 · 
2012 · 
2013 · 
2014 ·
2015 ·
2016 ·
2017 ·
2018 ·
2019 ·
2020 ·
2021 ·
2022 ·
2023 ·
2024
Algerije ·
Argentinië ·
Bahrein ·
Benin ·
Botswana ·
Burkina Faso ·
Burundi ·
Centraal-Afrikaanse Republiek ·
Comoren ·
Congo-Brazzaville ·
Congo-Kinshasa ·
Cuba ·
Egypte ·
Equatoriaal-Guinea ·
Eritrea ·
Estland ·
Ethiopië ·
Gabon ·
Gambia ·
Ghana ·
Guinee ·
Guinee-Bissau ·
Iran ·
Ivoorkust ·
Japan ·
Kaapverdië ·
Kameroen ·
Kenia ·
Lesotho ·
Letland ·
Liberia ·
Libië ·
Madagaskar ·
Malawi ·
Mali ·
Malta ·
Marokko ·
Mauritanië ·
Mauritius ·
Mexico ·
Mozambique ·
Namibië ·
Niger ·
Nigeria ·
Noord-Macedonië ·
Oeganda ·
Portugal ·
Rwanda ·
Sao Tomé en Principe ·
Saoedi-Arabië ·
Senegal ·
Seychellen ·
Sierra Leone ·
Soedan ·
Swaziland ·
Tanzania ·
Togo ·
Tsjaad ·
Tunesië ·
Turkije ·
Uruguay ·
Venezuela ·
Verenigde Arabische Emiraten ·
Zaïre ·
Zambia ·
Zimbabwe ·
Zuid-Afrika ·
Zuid-Korea
Iran (2006) ·
Mexico (2006) ·
Portugal (2006)
FBF · A-internationals · Olympisch elftal · Burkinees vrouwenelftal
1960 – 1969 · 
1970 – 1979 · 
1980 – 1989 · 
1990 – 1999 · 
2000 – 2009 · 
2010 – 2019 ·
2020 − 2029
Algerije ·
Angola ·
Bahrein ·
België ·
Benin ·
Botswana ·
Burundi ·
Centraal-Afrikaanse Republiek ·
Chili ·
Comoren ·
Congo-Brazzaville ·
Congo-Kinshasa ·
Djibouti ·
Egypte ·
Equatoriaal-Guinea ·
Ethiopië ·
Gabon ·
Gambia ·
Ghana ·
Guinee ·
Guinee-Bissau ·
Iran ·
Ivoorkust ·
Kaapverdië ·
Kameroen ·
Kazachstan ·
Kenia ·
Kosovo · 
Lesotho ·
Liberia ·
Libië ·
Madagaskar ·
Malawi ·
Mali ·
Marokko ·
Mauritanië ·
Mozambique ·
Namibië ·
Niger ·
Nigeria ·
Noord-Korea ·
Oeganda ·
Oezbekistan ·
Oman ·
Qatar ·
Senegal ·
Seychellen ·
Sierra Leone ·
Soedan ·
Swaziland ·
Tanzania ·
Togo ·
Tunesië ·
Zambia ·
Zimbabwe ·
Zuid-Afrika ·
Zuid-Korea ·
Zuid-Soedan
Nigeria (2013)